# Stanisławów (tỉnh)
Tỉnh Stanisławów (tiếng Ba Lan: Województwo stanisławowskie) là một khu vực hành chính của Ba Lan giữa hai thế chiến (1920–1939). Tỉnh được thành lập vào tháng 12 năm 1920 với trung tâm hành chính ở Stanisławów. Tỉnh có diện tích 16.900 km² và bao gồm 12 huyện (powiaty). Sau Chiến tranh thế giới thứ hai, với sự kiên quyết của Joseph Stalin nên tỉnh Stanisławów được sáp nhập vào Cộng hòa xã hội chủ nghĩa Xô viết Ukraina, với tên tỉnh Stanislav (sau đổi tên thành tỉnh Ivano-Frankivsk).

## Lịch sử
Các lực lượng Liên Xô xâm chiếm miền đông Ba Lan vào ngày 17 tháng 9 năm 1939. Các nhà chức trách Ba Lan ban đầu dự định tổ chức kháng chiến chống Đức ở tỉnh Stanisławów, với các đơn vị Quân đội Ba Lan dự kiến sẽ đứng vững cho đến mùa xuân năm 1940 khi dự kiến diễn ra một cuộc tấn công của Pháp vào Đức. Tuy nhiên, cuộc xâm lược của Liên Xô vào Ba Lan làm cho những kế hoạch này không hiệu quả. Người ta ước tính rằng trước khi có cuộc phản công của Liên Xô trong giai đoạn sau của Thế chiến thứ hai, hơn 18.000 thường dân người Ba Lan ở tỉnh Stanisławów đã trở thành nạn nhân trong các vụ thảm sát của Tổ chức những người dân tộc chủ nghĩa Ukraina - Quân nổi dậy Ukraina.

## Nhân khẩu
Thủ phủ của tỉnh là Stanisławów (nay là Ivano-Frankivsk của Ukraina). Năm 1921 có 1.339.191 người sinh sống và mật độ dân số là 72,9 người/km². Người Ukraina và người Ruthenia chiếm 68% dân số, đặc biệt là ở vùng nông thôn. Người Ba Lan phân bố trên toàn tỉnh, chiếm khoảng 23%, người Do Thái Ba Lan (chủ yếu ở các thị trấn) là khoảng 7%. Ngoài ra, có những cộng đồng nhỏ hơn của người Galicia gốc Đức. Năm 1931, dân số tăng lên 1.480.300 (chủ yếu do những người Ba Lan định cư) và mật độ đạt 88 người/km².

## Địa lý
Diện tích tỉnh Stanisławów là 16.894 km². Nó nằm ở góc đông nam của đất nước, giáp tỉnh Tarnopol ở phía đông bắc, tỉnh Lwów ở phía tây, Tiệp Khắc (từ 1919 đến 1938), Hungary (từ 1938 đến 1939) và Romania ở phía nam. Phần lớn tỉnh được bao phủ bởi các khu rừng của dãy núi Karpat, với nhiều khu suối khoáng trên núi (Worochta, Skole, Dolina, Żabie, Sławsko, Woronienka, Jaremcza, Kuty). Cảnh quan có nhiều đồi (ở phía bắc) và núi (ở phía nam), với Hoverla thuộc dãy Chornohora là đỉnh cao nhất (2060 m trên mực nước biển). Dãy núi quan trọng khác là Gorgany.
Con sông chính là Dniester, cũng đánh dấu biên giới với tỉnh Tarnopol. Các con sông khác là: Prut, Stryj và Cheremosh (con sông cuối cùng đồng thời tách Ba Lan với Romania).

## Hành chính
Trước khi Chiến tranh thế giới thứ hai bắt đầu, tỉnh Stanisławów bao gồm 15 powiat (huyện) (12 lúc trước), 29 thị trấn, 904 làng và nhiều cộng đồng nhỏ (futory, kolonie). Đó là gồm 12 powiat từng là một phần của Vương quốc Galicia và Lodomeria, với việc bổ sung powiat Turka sau này. Thủ phủ Stanisławów là thành phố lớn nhất, với dân số khoảng 60.000 người (tính đến năm 1931). Các trung tâm đô thị quan trọng khác của tỉnh là: Kołomyja (dân số 33.800), Stryj (30.500), Horodenka (12.200), Kalusz (12.100), Sniatyn (10.800) và Bolechow (10.700).

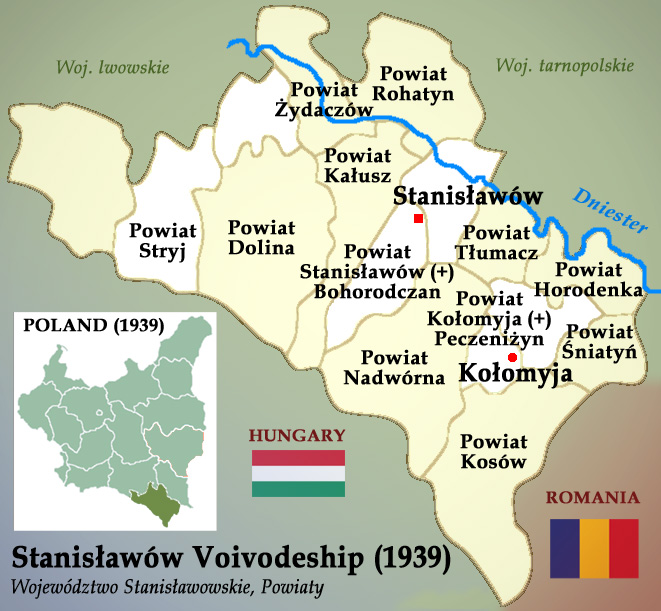
Bản đồ tỉnh Stanisławów với các huyện

Tỉnh Stanisławów gồm có 12 powiat (huyện):
1. Dolina Powiat

(2.397 km2)
1. Horodenka Powiat (849 km2)
2. Kałusz Powiat (1.137 km2)
3. Kołomyja Powiat (1.339 km2), sáp nhập với Peczeniżyn Powiat
4. Kosów Powiat (1.839 km2)
5. Nadwórna Powiat (2.472 km2)
6. Rohatyn Powiat (1.147 km2)
7. Stanisławów Powiat (1.249 km2), sáp nhập với Bohorodczan Powiat
8. Stryj Powiat (2.081 km2), sáp nhập với Skolski Powiat
9. Śniatyń Powiat (567 km2)
10. Tłumacz Powiat (934 km2)
11. Żydaczów Powiat (883 km2)

## Kinh tế
Tỉnh Stanisławów nằm ở khu vực được gọi là Ba Lan "B", có nghĩa là kém phát triển, với trình độ công nghiệp thấp và số lượng đáng kể cư dân sống trong cảnh nghèo đói. Sản xuất nông nghiệp thấp do chất lượng đất kém. Kể từ giữa những năm 1930, khu vực này nhanh chóng trở nên nổi tiếng thành một điểm đến du lịch, với số lượng du khách đến suối trên núi tăng đều đặn hàng năm. Mạng lưới đường sắt phát triển tốt ở phía bắc, với các nút giao thông quan trọng như Stanisławów, Kołomyja và Stryj. Tuy nhiên, ở phía nam các kết nối đường sắt còn thiếu.
Vào ngày 1 tháng 1 năm 1938, tổng chiều dài của các tuyến đường sắt trong ranh giới của tỉnh là 755 km (4,5 km trên 100 km²).

## Thống đốc

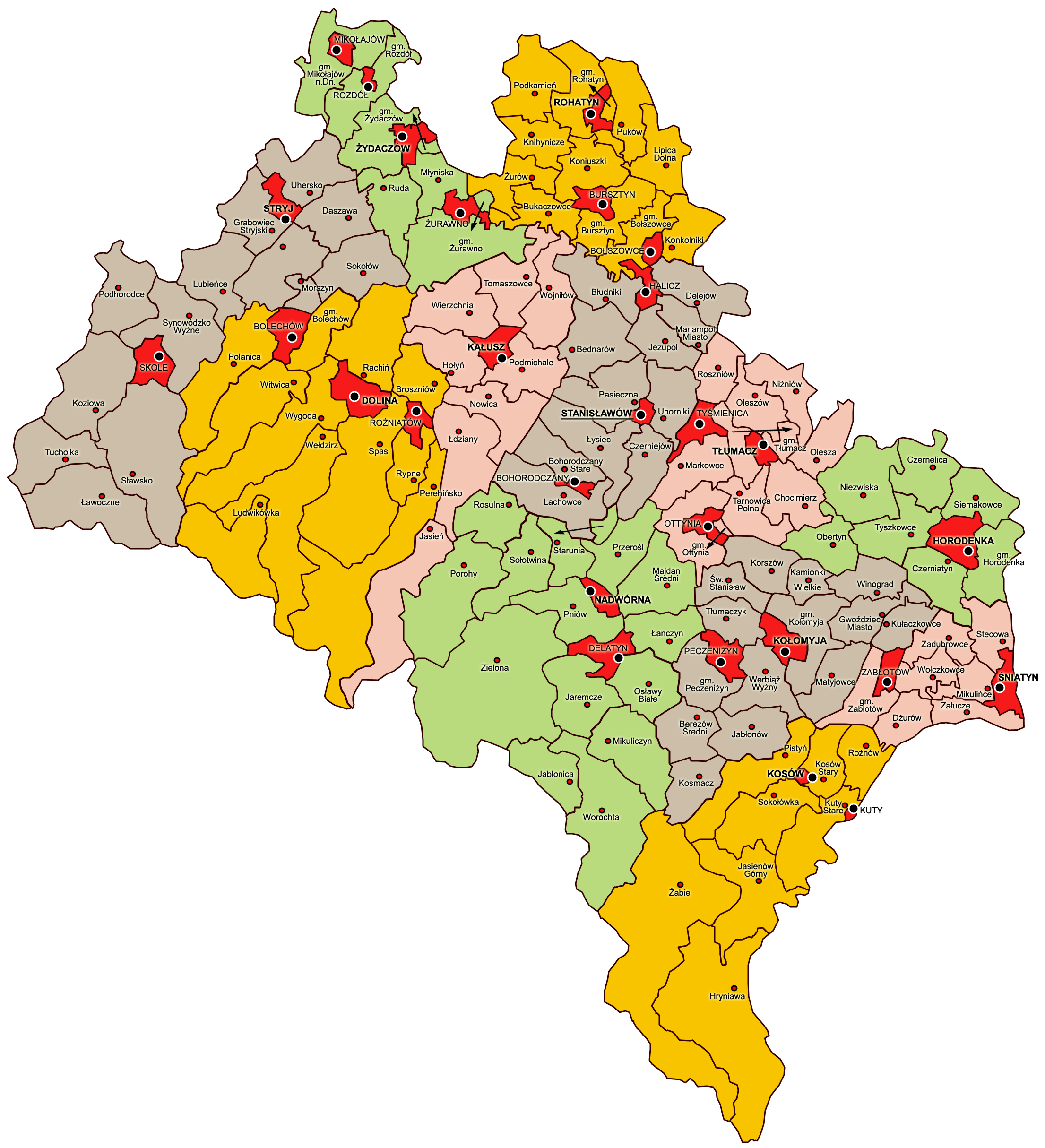
Đơn vị hành chính, 1938

- Edmund Jurystowski: 21 tháng 10 năm 1921 – 18 tháng 8 năm 1925
- Aleksander Des Loges: 18 tháng 8 năm 1925 – 25 tháng 10 năm 1926
- Władysław Korsak: 18 tháng 12 năm 1926 – 12 tháng 9 năm 1927
- Aleksander Morawski: 28 tháng 10 năm 1927 – 30 tháng 10 năm 1928
- Bronisław Nakoniecznikow-Klukowski: 30 tháng 10 năm 1928 – 29 tháng 8 năm 1930
- Zygmunt Jagodziński: 3 tháng 9 năm 1930 – 1 tháng 2 năm 1936 (làm việc cho đến ngày 2 tháng 2 năm 1931)
- Mieczysław Starzyński: 11 tháng 2 năm 1936 – 22 tháng 6 năm 1936 (quyền)
- Jan Sawicki: 23 tháng 6 năm 1936 – tháng 7 năm 1936
- Stefan Pasławski: 14 tháng 7 năm 1936 – 20 tháng 1 năm 1939
- Stanisław Jarecki: 20 tháng 1 năm 1939 – 2 tháng 9 năm 1939

Sau cuộc xâm lược của Liên Xô vào Ba Lan vào ngày 17 tháng 9 năm 1939, tỉnh tồn tại cho đến ngày 27 tháng 11 năm 1939. Vào ngày 6 tháng 10 năm 1939 – 27 tháng 11 năm 1939, tỉnh được điều hành bởi Chủ tịch lâm thời của Chính quyền Dân sự Liên Xô Mikhail Grulenko, người sau này tiếp tục giữ chức vụ Bí thư thứ nhất của Đảng Cộng sản Ukraina.